# レオポルド・アイハーツ
レオポルド・アイハーツ（Leopold Eyharts、1957年4月28日 - ）は、フランス空軍の准将であり、欧州宇宙機関の宇宙飛行士である。

## 人物
アイハーツは1957年4月28日にピレネー＝アトランティック県ビアリッツで生まれた。1979年にサロン＝ド＝プロヴァンスの空軍士官学校で工学の学位を取った。

### 受章など
- レジオンドヌール勲章
- 国家功労勲章

## 経歴

### 軍人としてのキャリア
アイハーツは1977年に空軍士官学校に入学し、1979年に航空工学の学位を取って卒業した。1980年に戦闘機パイロットになり、イストル空軍基地のジャギュア部隊に配属された。1985年にサン＝ディジエ空軍基地の中佐となった。
1988年、彼はフランステストパイロット学校を卒業し、テストパイロットとなってパリ近郊のブレティニー飛行テストセンターに配属された。彼はそこでミラージュ2000、アルファジェット、ミラージュIII、シュド・カラベル、C-160等の軍用機や民間航空機の飛行試験やレーダー、装置の試験を行った。
彼は40種類の異なった飛行機に乗って3500時間以上の飛行を行った。また1度の緊急脱出を含め、21度のパラシュートを行った。

### CNESとNASAのキャリア
1990年、アイハーツはフランス国立宇宙研究センター（CNES）によって宇宙飛行士に選ばれ、トゥールーズでエルメスの運用に携わった。
彼はCNESがパラボリックフライトによる微少重力実験空間を提供するプログラムで、カラベルの実験機のテスト飛行等を行った。
1992年、アイハーツは2度目の欧州宇宙機関の宇宙飛行士選考に参加した。同年末、彼はモスクワで行われた、ESAによるロシアのブランの訓練の評価に参加し、そこでTu-154のシミュレータに乗った。
また彼は、モスクワのスターシティで行われた2度の短期宇宙飛行訓練コース（1991年に6週間、1993年に2週間）に参加した。
1994年、彼はカラベルのパラボリックフライトの責任者となり、1995年にはエアバスA300を操縦した。
1995年1月からは宇宙飛行士として常勤の訓練を始めた。1996年8月に打ち上げられたフランスとロシアの合同ミッションである「カシオペア」のバックアップとして訓練を行った。
彼はこの次のCNESのミッションである「ペガサス」の乗組員になり、1998年2月にミールを訪れた。3週間のミッションで、彼は医学、神経科学、生物学、流体物理学等の様々な実験を行った。初めての宇宙飛行で、彼は20日と18時間20分を宇宙で過ごした。
1998年8月、アイハーツは欧州宇宙機関からアメリカ航空宇宙局のジョンソン宇宙センターに派遣された。1998年からNASAの宇宙飛行士候補の訓練を受けた。
2008年2月7日にSTS-122に搭乗して国際宇宙ステーションを訪れ、第16次長期滞在に加わった。彼はコロンバスの組立て作業を行い、2008年3月にSTS-123で地球に帰還した。